# VIVA! (宝塚歌劇)
『VIVA!』（ビバ）は宝塚歌劇団の舞台作品。花組公演。形式名は「三井住友VISAシアター　グランド・ショー」。24場。
作・演出は三木章雄。併演作品は『ミケランジェロ』。

## 解説
※『宝塚歌劇100年史（舞台編）』の宝塚大劇場公演参考。
21世紀の開幕。心から喜びが溢れる時、人は「VIVA!」と呼ぶ。嬉しい、素晴らしい、最高、生きててよかった、そんな生きる希望を与えてくれる全てのものに感謝の気持ちを込めて「VIVA!」と叫びたい。忘れられない様々な音、香り、色が人に命を与えていく。そんな素晴らしい思い出たちへの喝采のショー。
愛華みれの宝塚退団公演。

## 公演期間と公演場所
- 2001年7月6日 - 8月13日　宝塚大劇場[1]
- 2001年9月29日 - 11月11日　東京宝塚劇場[2]

## スタッフ
※氏名の後ろに「宝塚」、「東京」の文字がなければ両劇場共通。
- 作曲[3]・編曲[3]：高橋城/吉田優子/鞍富真一
- 編曲：木川田新[3]
- 音楽指揮：佐々田愛一郎（宝塚）[3]、伊澤一郎（東京）[2]
- 振付[3]：羽山紀代美/名倉加代子/藍エリナ/御織ゆみ乃/若央りさ
- 装置：大橋泰弘[3]
- 衣装：任田幾英[3]
- 照明：勝柴次朗[3]
- 音響：加門清邦[3]
- 小道具：伊集院撤也[3]
- 効果：扇野信夫[3]
- 演出助手：川上正和[3]
- 音楽助手：青木朝子[3]
- 装置助手：國包洋子[3]
- 衣装補：河底美由紀[3]
- 小道具：田中武彦[3]
- 舞台進行：赤坂英雄（宝塚）[3]、西原徳充（東京）[2]
- 舞台美術製作：株式会社宝塚舞台[3]
- 演奏：宝塚歌劇オーケストラ（宝塚）[3]
- 演奏コーディネート：株式会社内藤音楽事務所（東京）[2]
- 制作：木村康久[3]
- 衣装生地提供：ミカレディ株式会社[3]
- 協賛：三井住友カード株式会社[3]

## 主な配役
※氏名の前に「宝塚」、「東京」の文字がなければ両劇場共通。「（　）」は2001年当時の所属組。
- ミラクル"V"、キング・トロピカーナ、フレッド、フェニックス、エターナル・スター、フィナーレの男・歌手S - 愛華みれ[3]
- VIVA女S、レディ・トロピカーナ、ジンジャー、ハリウッド・レディS、恋人、エターナル・ダンサー女S、フィナーレの女・歌手S - 大鳥れい[3]
- VIVA男S、ハバナダンディ、ロンリー・ガイA、ハリウッド・ガイA、ミュージックメーカー、ラ・ヴィ・ノワールA、ミュージックメーカー、ラ・ヴィ・ノワールA、エターナル・ダンサーS、フィナーレの男・歌手 - 匠ひびき[3]
- VIVA男A、ジゴロ・トロピカーナ、ロンリー・ガイA、ザ・メロディ、ラ・ヴィ・ノワール、エターナル・ダンサー、フィナーレの男・歌手 - 樹里咲穂（専科）[3]
- VIVA男A、アルティスト、トロピカーナ男A、ロンリー・ガイ、ハリウッド・ガイA、ラ・ヴィ・ノワール、エターナル・ダンサー、エトワール - 春野寿美礼[3]
- VIVA男A、サタン、トロピカーナ男A、ロンリー・ガイ、ハリウッド・ガイA、ラ・ヴィ・ノワール、スーパーラティーノ、エターナル・ダンサー、フィナーレの男・歌手 - 瀬奈じゅん[3]
- VIVA女A、ハバナシンガー女、ハリウッド・レディA、プチ・ラティーノ、フィナーレの女・歌手 - 東京：舞風りら[2]
- アンジュ、ザ・スタア、プチ・ラティーノ、フィナーレの女・歌手 - 東京：遠野あすか[3]